# Каргас, Яннис
Яннис Каргас (греч. Γιάννης Κάργας; род. 9 декабря 1994, Килкис) — греческий футболист, защитник кипрского клуба «Анортосис».

## Биография
Родился 9 декабря 1994 года в городе Килкис на севере Греции. До 2012 года играл в юношеской команде Кавала (130 км от своего родного города).

## Клубная карьера
Начинал карьеру в клубе второго дивизиона Греции «Кавала», позже играл за «Фостирас» и «Панахаики». В 2016 году перешел в «Платаньяс», в составе которого дебютировал в Суперлиге. В июле 2017 года стал игроком «Паниониос». Предполагалось, что Яннис будет играть за команду на протяжении трёх лет, но не имел прочного места в основе, за полгода сыграв только в четырёх матчах Суперлиги и трех матчах Кубка Греции.
В январе 2018 года прибыл на просмотр в белорусский клуб «Динамо-Брест» и вскоре подписал с ним контракт. Начинал сезон 2018 в стартовом составе брестского клуба, однако с лета стал реже появляться на поле. В декабре 2018 года по соглашению сторон оставил брестский клуб.
В январе 2019 года находился на просмотре в алматинской «Кайрате», который возглавлял бывший тренер «Динамо-Брест» Алексей Шпилевский, но безуспешно. В феврале 2019 года вернулся в Грецию, став игроком клуба ПАС из Янины.
В июне 2019 года перешел в болгарский клуб «Левски» из Софии. Спустя год вернулся в ПАС.
28 июня 2023 года подписал контракт с кипрским клубом «Анортосис».

## Достижения
- Обладатель Кубка Белоруссии: 2017/18
- Обладатель Суперкубка Белоруссии: 2018